# Satchel Paige
Leroy Robert Paige (ur. 7 lipca 1906 w Mobile, zm. 8 czerwca 1982 w Kansas City) – amerykański baseballista, który występował na pozycji miotacza.
Karierę zawodową rozpoczął w 1926 w klubie Chattanooga White Sox z niższej ligi Negro League Baseball. Następnie grał w zespołach Negro league, między innymi w Birmingham Black Barons (1927–1930), Baltimore Black Sox (1930), Cleveland Cubs (1931), Pittsburgh Crawfords (1932–1934, 1936) i Kansas City Monarchs (1935, 1939–1947). W 1942 jako zawodnik Monarchs zdobył mistrzostwo ligi.
7 lipca 1948 podpisał kontrakt z Cleveland Indians. Dwa dni później zadebiutował w meczu przeciwko St. Louis Browns jako reliever w wieku 42 lat i został najstarszym debiutantem w Major League Baseball. W tym samym roku zagrał w jednym meczu World Series, w których Indians pokonali Boston Braves 4–2. 3 sierpnia 1949 w spotkaniu z Washington Senators po raz pierwszy w MLB wystąpił jako starter. W sezonie 1950 grał w zespole Negro league Philadelphia Stars. W lutym 1951 został zawodnikiem St. Louis Browns, w którym występował przez trzy sezony. W 1952 został po raz pierwszy powołany do All-Star Game. Przed rozpoczęciem sezonu 1956 podpisał kontrakt wart 15 tysięcy dolarów z Miami Marlins z International League, w którym grał przez trzy lata.
W 1965 w wieku 59 lat podpisał kontrakt na jeden mecz z Kansas City Athletics. 25 września 1965 w meczu przeciwko Boston Red Sox rozegrał trzy zmiany i został najstarszym zawodnikiem w historii MLB. W 1971 został uhonorowany członkostwem w Baseball Hall of Fame.
| Nagroda/wyróżnienie            | Lata                         | Źródło |
| 2× All-Star                    | 1952, 1953                   | [ 3 ]  |
| 5× Negro League All-Star       | 1934, 1936, 1941, 1942, 1943 | [ 7 ]  |
| Zwycięzca w World Series       | 1948                         | [ 4 ]  |
| Zwycięzca w Negro World Series | 1942                         | [ 3 ]  |
| Baseball Hall of Fame          | od 1971                      | [ 6 ]  |